# Pictonemobius
Pictonemobius is een geslacht van rechtvleugeligen uit de familie krekels (Gryllidae). De wetenschappelijke naam van dit geslacht is voor het eerst geldig gepubliceerd in 1970 door Vickery & Johnstone.

## Soorten
Het geslacht Pictonemobius omvat de volgende soorten:
- Pictonemobius ambitiosus Scudder, 1878
- Pictonemobius arenicola Mays & Gross, 1990
- Pictonemobius hubbelli Walker & Mays, 1990
- Pictonemobius uliginosus Mays & Gross, 1990